# منتخب فنلندا تحت 19 سنة لكرة القدم
منتخب فنلندا تحت 19 سنة لكرة القدم (بالفنلندية: Suomen alle 19-vuotiaiden jalkapallomaajoukkue)‏ هو ممثل فنلندا الرسمي في المنافسات الدولية في كرة القدم في فئة كرة قدم للرجال تحت 19 سنة، يديريه اتحاد فنلندا لكرة القدم.